# Batalla de Tagliacozzo
La batalla de Tagliacozzo tuvo lugar el 23 de agosto de 1268 con la victoria de Carlos de Anjou, rey de Sicilia, sobre Conradino, duque de Suabia.
Carlos, hermano de Luis IX de Francia, controlaba el Reino de Sicilia desde 1266, tras la victoria de las tropas angevinas sobre las gibelinas en la batalla de Benevento. Contaba con el apoyo del papa Clemente IV.
Conradino, hijo de Conrado IV y nieto de Federico II Hohenstaufen, con tan sólo 16 años, intentó recuperar el reino siciliano para lo cual cruzó los Alpes al frente de un numeroso ejército alemán entrando en Roma el 29 de junio de 1268 donde se le sumaron las tropas de Enrique de Castilla.
A pesar de la superioridad numérica del ejército de Conradino (9000 efectivos) frente a las tropas de Carlos (6000 efectivos) la mejor estrategia de este le llevó a la victoria lo que supondría la permanencia de la Casa de Anjou en Sicilia hasta el año 1282 en que fueron expulsados tras los sucesos conocidos como Vísperas sicilianas. Tras la batalla fue hecho prisionero Enrique de Castilla.